# Jakub Jurka
Jakub Jurka (Olomouc, 13 giugno 1999) è uno schermidore ceco, specializzato nella spada.

## Biografia
È il nipote dello schermidore Jaroslav Jurka.

## Carriera
Nel 2024 ha vinto la medaglia di bronzo nella spada a squadre alle Olimpiadi di Parigi, assieme ai connazionali Jiří Beran, Martin Rubeš e Michal Čupr, sconfiggendo la Francia per 43-41 e risultando decisivo nell'assalto finale, vinto per 12-6 contro Yannick Borel.

## Palmarès
- Giochi olimpici

Parigi 2024: bronzo nella spada a squadre.
- Europei Under-23

Minsk 2017: oro nella spada individuale.
- Europei juniores

Plovdiv 2017: oro nella spada individuale.
Novi Sad 2016: bronzo nella spada a squadre.
- Mondiali cadetti

Bourges 2016: bronzo nella spada individuale.
Tashkent 2015: argento nella spada individuale.